# Jelena Dokić
| Posities op de WTA-ranglijst Positie per einde seizoen: \| jaar \| rang enkelspel \| rang dubbelspel \| \| ---- \| -------------- \| --------------- \| \| 2014 \| – \| 1103 \| \| \| \| \| \| 2012 \| 259 \| 389 \| \| 2011 \| 66 \| 887 \| \| 2010 \| 135 \| 506 \| \| 2009 \| 57 \| – \| \| 2008 \| 178 \| – \| \| \| \| \| \| 2006 \| 621 \| – \| \| 2005 \| 351 \| – \| \| 2004 \| 125 \| 896 \| \| 2003 \| 15 \| 27 \| \| 2002 \| 9 \| 14 \| \| 2001 \| 8 \| 12 \| \| 2000 \| 26 \| 51 \| \| 1999 \| 43 \| 72 \| \| 1998 \| 341 \| 72 \| |                |                 |
| jaar | rang enkelspel | rang dubbelspel |
| 2014 | –              | 1103            |
| |                |                 |
| 2012 | 259            | 389             |
| 2011 | 66             | 887             |
| 2010 | 135            | 506             |
| 2009 | 57             | –               |
| 2008 | 178            | –               |
| |                |                 |
| 2006 | 621            | –               |
| 2005 | 351            | –               |
| 2004 | 125            | 896             |
| 2003 | 15             | 27              |
| 2002 | 9              | 14              |
| 2001 | 8              | 12              |
| 2000 | 26             | 51              |
| 1999 | 43             | 72              |
| 1998 | 341            | 72              |

Jelena Dokić (Servisch: Јелена Докић) (Osijek, Joegoslavië, 12 april 1983) is een, in Joegoslavië geboren, voormalig professioneel tennisspeelster uit Australië. Zij was actief in het proftennis van 1998 tot en met 2014.
In 1994 emigreerde de Servische familie Dokić naar Australië, waardoor Jelena aan het begin van haar tennisloopbaan voor Australië uitkwam. Nadat haar vader in 2001 tijdens het Australian Open stennis maakte omdat hij dacht aan een complot tegen zijn dochter in de vorm van een zware loting, besloot zij uit te komen voor Joegoslavië. Later werd dit Servië en Montenegro.
Vanaf 30 november 2005 wilde de inmiddels naar de 349e plaats op de wereldranglijst gezakte Dokić weer voor Australië tennissen toen zij de band met haar vader definitief had verbroken. Als Australische kwam Dokić in het verleden tot tweemaal toe uit in de Fed Cup. Zij nam tevens deel aan de Olympische Spelen van 2000 in Sydney – zij bereikte daar de halve finale, maar greep net naast de medailles.
Dokić won gedurende haar loopbaan zes WTA-titels in het enkelspel en vier in het dubbelspel. Haar beste resultaat op de grandslamtoernooien was in het enkelspel een halvefinaleplaats op Wimbledon 2000 en in het dubbelspel een finaleplaats op Roland Garros 2001. Haar hoogste positie op de WTA-ranglijsten was in het enkelspel de vierde plaats (augustus 2002) en in het dubbelspel de tiende plaats (februari 2002).

## Carrière

### 2008
In 2008 wilde Dokić haar plek in de wereldtop heroveren. Haar seizoen begon in Australië, waar zij in een play-off een wildcard probeerde te bemachtigen voor het Australian Open. In de kwartfinale moest zij echter opgeven wegens een dijbeenblessure. Enkele weken later was het echter wel raak: Dokić overleefde de kwalificatie voor het WTA-toernooi van Hobart, door onder andere eerste reekshoofd Yvonne Meusburger (WTA-65) te verslaan. Ook in het hoofdtoernooi ging het goed. Zo werd de Duitse Martina Müller in drie sets verslagen. Maar in de tweede ronde moest Dokić wederom opgeven, ditmaal met een enkelblessure. Hoewel zij geen wildcard won voor de hoofdtabel van het Australian Open, kreeg zij toch een wildcard voor de kwalificatie. Zij geraakte hierin echter niet verder dan de tweede ronde.
Pas in april 2008 speelde Dokić opnieuw een toernooi. Op het Tier IV-toernooi van het Marokkaanse Fez kreeg zij van de organisatoren een wildcard voor de kwalificatie. Zij overleefde die door onder andere het jonge Portugese talent Michelle Larcher de Brito te verslaan. In de eerste ronde van het hoofdtoernooi moest zij echter haar meerdere erkennen in de Hongaarse Gréta Arn (WTA-143).
In mei 2008 kende Dokić opnieuw succes. Zij doorstond de kwalificatie van het ITF-toernooi ($25.000) in Florence, en stootte meteen door naar toernooiwinst door in de finale de Tsjechische Lucie Hradecká (WTA-205) te verslaan. Dokić wist weer wat winnen was en won de week nadien een ander ITF-toernooi ($25.000) in het Italiaanse Caserta. In de finale wist zij de Oostenrijkse Patricia Mayr (WTA-333) te verslaan.
De week erna waagde Dokić opnieuw haar kans op het WTA-circuit. Op het Tier III-toernooi van Straatsburg kreeg zij een wildcard voor het hoofdtoernooi. Zij verloor echter in de eerste ronde van de Zwitserse Timea Bacsinszky (WTA-71).
Dokić speelde opnieuw een reeks ITF-toernooien, met wisselend succes. Op het $75.000-toernooi van het Italiaanse Tiro A Volo moest zij in de halve finale bij een 1-6 3-4-achterstand de strijd staken tegen het eerste reekshoofd Tathiana Garbin (WTA-56). In de volgende $25.000-toernooien die zij speelde in Padua en Stuttgart-Vaihingen, verloor zij respectievelijk in de tweede ronde en de halve finale. In Darmstadt ($25.000) won zij opnieuw een toernooi door in de finale de Nederlandse Michelle Gerards (WTA-292) met tweemaal 6-0 te verslaan. In twee daaropvolgende $25.000-toernooien die zij speelde (Hechingen en Katowice), verloor zij respectievelijk in de eerste ronde en de kwartfinale.
In oktober ontving Dokić, intussen opgerukt naar de 177e plaats, een wildcard voor het kwalificatietoernooi voor het Tier II-toernooi van het Oostenrijkse Linz. Hierin verloor zij in de tweede ronde van de Amerikaanse Jill Craybas (WTA-63).
Dokić sloot het jaar af op de 178e plaats.

### 2009
Dokić was vastberaden om opnieuw de top 20 van de wereld te halen. Zij kreeg een wildcard voor het hoofdtoernooi voor het met $220.000 gedoteerde WTA-toernooi van Brisbane. In de eerste ronde verloor zij nipt van de als vijfde geplaatste Française Amélie Mauresmo (WTA-23). Op het Australian Open kreeg zij opnieuw een kans zich te bewijzen met een wildcard voor het hoofdtoernooi. Zij verbaasde de tenniswereld door door te stoten tot de kwartfinale. Zij versloeg op haar parcours onder andere wereldtoppers zoals Anna Tsjakvetadze (WTA-18) en Caroline Wozniacki (WTA-12). In de kwartfinale moest zij nipt de duimen leggen voor de latere finaliste Dinara Safina (WTA-3).
Een maand later speelde zij het WTA-toernooi van Memphis. Zonder al te veel problemen werkte zij zich door de kwalificatie. In de eerste ronde van het hoofdtoernooi stuitte zij echter op de Deense Caroline Wozniacki. Deze keer kwam Dokić er niet aan te pas, en verloor kansloos met 1-6 en 2-6.
Opnieuw een maand later ontving zij een wildcard voor het hoofdtoernooi van Indian Wells. Hierin verloor zij van de Amerikaanse veterane Jill Craybas in twee sets.

### 2012–2014
In de loop van 2012 kreeg zij problemen als gevolg van een kwetsuur aan de rechterpols, met minder goede uitslagen en forfaits als gevolg. Zij trok zich terug uit de competitie. In de loop van 2013 stelde zij haar terugkeer steeds uit. Begin 2014 kreeg zij een wildcard op het Australian Open. Zij verloor echter in de eerste ronde en stelde een terugkeer terug uit.

## Palmares
| Legenda                | Legenda                  |
| ---------------------- | ------------------------ |
| Grandslamtoernooi      |                          |
| Olympische Spelen      |                          |
| Year-End Championships |                          |
| tot 2009               | 2009 – 2020 / vanaf 2021 |
| Tier I                 | Premier Mandatory        |
| Tier II                | Premier Five / WTA 1000  |
| Tier III               | Premier / WTA 500        |
| Tier IV & V            | International / WTA 250  |
|                        | Challenger / WTA 125     |

### WTA-finaleplaatsen enkelspel
| nr.              | finale     | toernooi         | ondergrond    | tegenstandster in finale | score         |         |
| ---------------- | ---------- | ---------------- | ------------- | ------------------------ | ------------- | ------- |
| gewonnen finales |            |                  |               |                          |               |         |
| 1.               | 2001-05-14 | WTA Rome         | gravel        | Amélie Mauresmo          | 7-6, 6-1      | details |
| 2.               | 2001-09-23 | WTA Toyota       | hardcourt     | Arantxa Sánchez Vicario  | 6-4, 6-2      | details |
| 3.               | 2001-10-07 | WTA Moskou       | hardcourt (i) | Jelena Dementjeva        | 6-3, 6-3      | details |
| 4.               | 2002-04-07 | WTA Sarasota     | gravel        | Tatjana Panova           | 6-2, 6-2      | details |
| 5.               | 2002-06-16 | WTA Birmingham   | gras          | Anastasija Myskina       | 6-2, 6-3      | details |
| 6.               | 2011-03-06 | WTA Kuala Lumpur | hardcourt     | Lucie Šafářová           | 2-6, 7-6, 6-4 | details |
| verloren finales |            |                  |               |                          |               |         |
| 1.               | 2001-09-15 | WTA Bahia        | hardcourt     | Monica Seles             | 3-6, 3-6      | details |
| 2.               | 2001-10-21 | WTA Zürich       | hardcourt     | Lindsay Davenport        | 3-6, 1-6      | details |
| 3.               | 2001-10-28 | WTA Linz         | hardcourt (i) | Lindsay Davenport        | 4-6, 1-6      | details |
| 4.               | 2002-02-10 | WTA Parijs       | tapijt (i)    | Venus Williams           | walk-over     | details |
| 5.               | 2002-05-25 | WTA Straatsburg  | gravel        | Silvia Farina-Elia       | 4-6, 6-3, 3-6 | details |
| 6.               | 2002-08-04 | WTA San Diego    | hardcourt     | Venus Williams           | 2-6, 2-6      | details |
| 7.               | 2003-10-19 | WTA Zürich       | hardcourt (i) | Justine Henin            | 0-6, 4-6      | details |
| 8.               | 2011-06-18 | WTA Rosmalen     | gras          | Roberta Vinci            | 7-6, 3-6, 5-7 | details |

### WTA-finaleplaatsen vrouwendubbelspel
| nr.              | finale     | toernooi        | ondergrond    | partner            | tegenstandsters                          | score         |         |
| ---------------- | ---------- | --------------- | ------------- | ------------------ | ---------------------------------------- | ------------- | ------- |
| gewonnen finales |            |                 |               |                    |                                          |               |         |
| 1.               | 2001-10-28 | WTA Linz        | tapijt (i)    | Nadja Petrova      | Els Callens Chanda Rubin                 | 6-1, 6-4      | details |
| 2.               | 2002-04-07 | WTA Sarasota    | gravel        | Jelena Lichovtseva | Els Callens Conchita Martínez            | 6-7, 6-3, 6-3 | details |
| 3.               | 2002-08-11 | WTA Los Angeles | hardcourt     | Kim Clijsters      | Daniela Hantuchová Ai Sugiyama           | 6-3, 6-3      | details |
| 4.               | 2002-10-27 | WTA Linz        | tapijt (i)    | Nadja Petrova      | Rika Fujiwara Ai Sugiyama                | 6-3, 6-2      | details |
| verloren finales |            |                 |               |                    |                                          |               |         |
| 1.               | 1999-09-26 | WTA Toyota      | hardcourt     | Amanda Coetzer     | Conchita Martínez Patricia Tarabini      | 7-6, 4-6, 2-6 | details |
| 2.               | 2001-06-10 | Roland Garros   | gravel        | Conchita Martínez  | Virginia Ruano Pascual Paola Suárez      | 2-6, 1-6      | details |
| 3.               | 2001-08-25 | WTA New Haven   | hardcourt     | Nadja Petrova      | Cara Black Jelena Lichovtseva            | 0-6, 6-3, 2-6 | details |
| 4.               | 2002-10-06 | WTA Moskou      | tapijt (i)    | Nadja Petrova      | Jelena Dementjeva Janette Husárová       | 6-2, 3-6, 6-7 | details |
| 5.               | 2002-10-20 | WTA Zürich      | hardcourt (i) | Nadja Petrova      | Jelena Bovina Justine Henin              | 2-6, 6-7      | details |
| 6.               | 2003-05-18 | WTA Rome        | gravel        | Nadja Petrova      | Svetlana Koeznetsova Martina Navrátilová | 4-6, 7-5, 2-6 | details |

### WTA-finaleplaatsen gemengd dubbelspel
| nr. | finale     | toernooi   | partner            | tegenstandsters             | w/v   | score |
| --- | ---------- | ---------- | ------------------ | --------------------------- | ----- | ----- |
| 1.  | 1999-01-09 | Hopman Cup | Mark Philippoussis | Åsa Svensson Jonas Björkman | winst | 2-1   |

### Gewonnen ITF-toernooien enkelspel
| nr. | datum      | toernooi      | dotatie  | tegenstandster    | score         |
| --- | ---------- | ------------- | -------- | ----------------- | ------------- |
| 1.  | 2008-05-10 | Florence      | $25.000  | Lucie Hradecká    | 6-1, 6-3      |
| 2.  | 2008-05-17 | Caserta       | $25.000  | Patricia Mayr     | 6-3, 6-1      |
| 3.  | 2008-07-20 | Darmstadt     | $25.000  | Michelle Gerards  | 6-0, 6-0      |
| 4.  | 2009-10-04 | Athene        | $100.000 | Eléni Daniilídou  | 6-2, 6-1      |
| 5.  | 2009-11-01 | Poitiers      | $100.000 | Sofia Arvidsson   | 6-4, 6-4      |
| 6.  | 2010-07-18 | Contrexéville | $50.000  | Olivia Sanchez    | 4-6, 6-3, 6-1 |
| 7.  | 2010-08-01 | Boekarest     | $75.000  | Zuzana Ondrášková | 3-6, 6-1, 7-6 |
| 8.  | 2010-08-08 | Vancouver     | $75.000  | Virginie Razzano  | 6-1, 6-4      |

### Gewonnen juniorentoernooien enkelspel
| nr. | datum      | toernooi                                          | categorie | tegenstandster       | score         |
| --- | ---------- | ------------------------------------------------- | --------- | -------------------- | ------------- |
| 1.  | 1997-08-17 | USTA International Junior Hardcourt Championships | 3         | Alicia Molik         | 3-6, 6-3, 7-6 |
| 2.  | 1998-01-17 | Victorian Junior Championships                    | 2         | Rewa Hudson          | 6-3, 6-3      |
| 3.  | 1998-05-17 | Citta Di Santa Croce                              | 1         | María Emilia Salerni | 6-0, 6-3      |
| 4.  | 1998-05-30 | Astrid Bowl                                       | 1         | Kim Clijsters        | 7-6, 6-2      |
| 5.  | 1998-06-26 | Roehampton                                        | 1         | Evie Dominikovic     | 6-2, 6-1      |
| 6.  | 1998-09-13 | US Open                                           | A         | Katarina Srebotnik   | 6-4, 6-2      |
| 7.  | 1998-10-18 | World Super Junior Championships                  | A         | Daniela Hantuchová   | 6-1, 6-3      |

### Gewonnen juniorentoernooien dubbelspel
| nr. | datum      | toernooi       | categorie | partner       | tegenstandsters                 | score    |
| --- | ---------- | -------------- | --------- | ------------- | ------------------------------- | -------- |
| 1.  | 1998-05-10 | Citta Di Prato | 2         | Kim Clijsters | Chloé Carlotti Nives Culum      | 6-4, 6-4 |
| 2.  | 1998-06-07 | Roland Garros  | A         | Kim Clijsters | Jelena Dementjeva Nadja Petrova | 6-4, 7-6 |

## Resultaten grandslamtoernooien
| Legenda | Legenda                          |
| ------- | -------------------------------- |
| g.t.    | geen toernooi gehouden           |
| l.c.    | lagere categorie                 |
| –       | niet deelgenomen                 |
| G       | uitgeschakeld in de groepsfase   |
| 1R      | uitgeschakeld in de eerste ronde |
| 2R      | uitgeschakeld in de tweede ronde |
| 3R      | uitgeschakeld in de derde ronde  |
| 4R      | uitgeschakeld in de vierde ronde |
| KF      | uitgeschakeld in de kwartfinale  |
| HF      | uitgeschakeld in de halve finale |
| F       | de finale verloren               |
| W       | het toernooi gewonnen            |
| w-v     | winst/verlies-balans             |

### Enkelspel
| Australian Open | 3R | 1R | 1R | –  | –  | –  | 1R | KF | 1R | 2R | 2R | 8-8  |
| Roland Garros   | 1R | 2R | 3R | KF | 2R | 1R | –  | 2R | 1R | 1R | –  | 9-9  |
| Wimbledon       | KF | HF | 4R | 4R | 3R | 1R | –  | 1R | –  | 1R | –  | 17-8 |
| US Open         | 1R | 4R | 4R | 2R | 2R | 1R | –  | 1R | –  | 2R | –  | 9-8  |

### Vrouwendubbelspel
| Australian Open | 3R | 3R | 2R | –  | –  | 1R | 1R | 1R | 1R | 5-7  |
| Roland Garros   | –  | 3R | F  | 3R | 2R | –  | 1R | –  | –  | 10-5 |
| Wimbledon       | 3R | 3R | 3R | 2R | –  | –  | 1R | –  | –  | 7-5  |
| US Open         | 1R | 2R | 2R | 1R | –  | –  | 1R | –  | –  | 2-5  |